# Panopeus americanus
Panopeus americanus är en kräftdjursart som beskrevs av de Saussure 1857. Panopeus americanus ingår i släktet Panopeus och familjen Panopeidae. Inga underarter finns listade i Catalogue of Life.